# Musa Aman

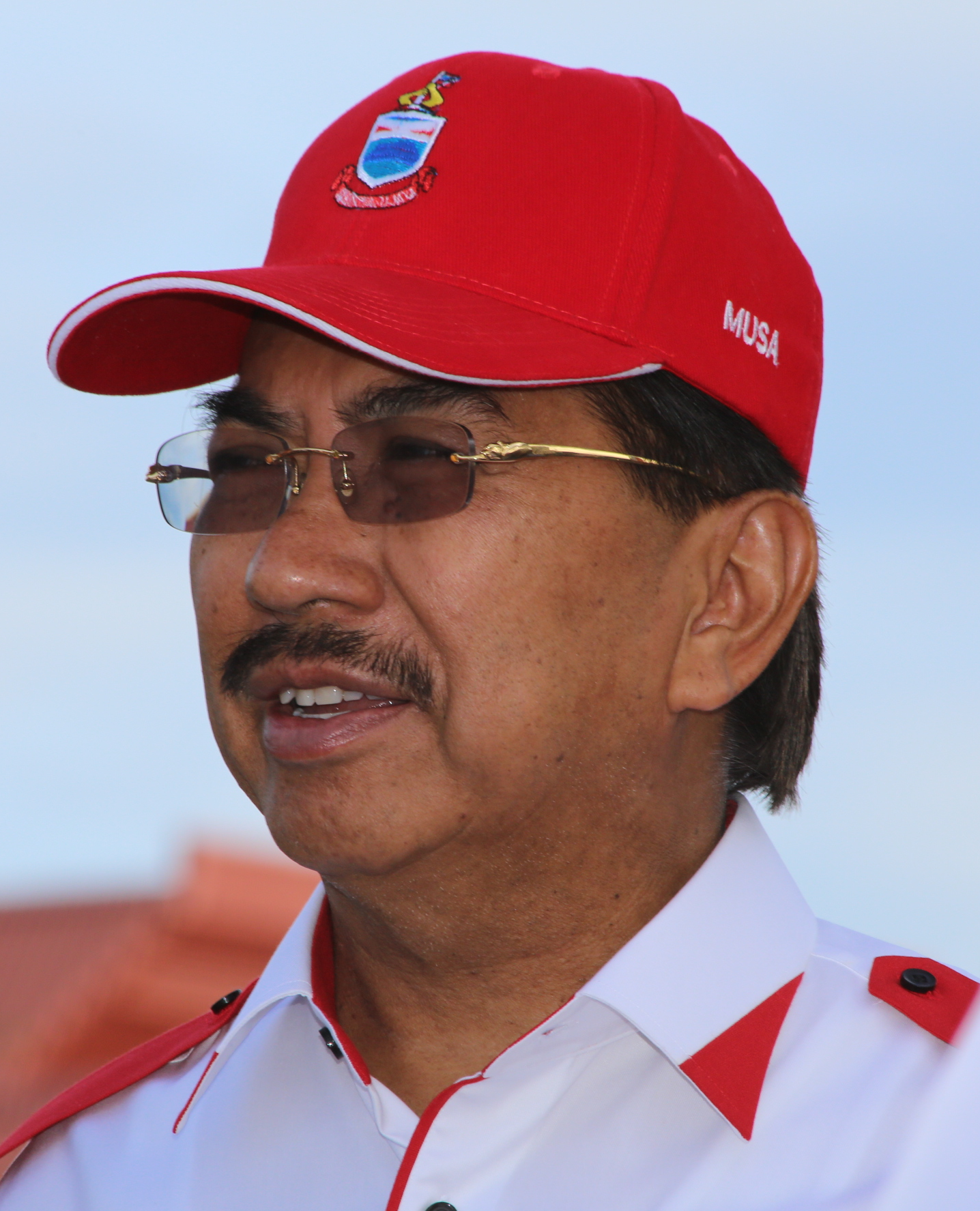
Ministerpräsident Musa Aman

Yang Amat Berhomat Datuk Seri Panglima Haji Musa bin Haji Aman SPDK, DGSM, DA (Sarawak), PGDK, JMN, JP (* 30. März 1951 in Beaufort) ist der 14. Ministerpräsident des Bundesstaats Sabah in Malaysia und derzeitiger Amtsinhaber. Er folgte am 27. März 2003 Chong Kah Kiat nach. Seine Ernennung zum Ministerpräsidenten markierte das Ende des bis dahin in Sabah praktizierten Rotationssystem, bei dem der Posten des Chief Minister alle zwei Jahre unter den drei ethnischen Hauptgruppen Sabahs – christliche Bumiputras, muslimische Bumiputras und Chinesen – rollierte. Er ist zugleich Parteivorsitzender der United Malays National Organization (UMNO) in Sabah.

## Politische Karriere
Datuk Musa’s politische Karriere begann am 8. März 1992 mit seiner erfolgreichen Wahl zum Gebietsleiter der UMNO im Wahlbezirk Jambongan (jetzt parlamentarischer Wahlbezirk Libaran P184) und der Ernennung zum Schatzmeister der Barisan Nasional (BN) in Sabah acht Tage später.
Am 7. März 1995, ein Jahr nachdem die BN in Sabah an die Regierung kam, wurde Musa Direktor der Sabah Foundation (Yayasan Sabah), einer Körperschaft des öffentlichen Rechts. Im März 1999 trat er von diesem Amt zurück, um an den Landtagswahlen von Sabah teilzunehmen und den Sitz des Wahlkreises Sungai Sibuga in der Sabah State Legislative Assembly, der gesetzgebenden Versammlung des Staates Sabah, zu verteidigen. Er schlug Ramli Noordin von der Parti Bersatu Sabah (PBS) mit einer Mehrheit von 4034 Stimmen, der höchsten Mehrheit unter den 24 Sitzen, um die sich die UMNO beworben hatte.
Ministerpräsident Datuk Osu Sukam berief ihn 1999 als Minister in sein Kabinett. Unter der Regierung seines Amtsvorgängers Tan Sri Chong Kah Kiat wurde er am 27. März 2001 Finanzminister. Musa übernahm am 28. September 2001 den Posten des Sabah UMNO Liaison Committee Chairman von Osu Sukam, was ihm schlussendlich den Weg zum Amt des Ministerpräsidenten ebnete. Seine Amtseinführung als Ministerpräsident von Sabah fand am 4. März 2003 statt; derzeit läuft seine dritte Amtsperiode.
Neben seinem Amt als Ministerpräsident übt Musa auch das Amt des Finanzministers aus.

## Wirtschaftspolitik
Kurz nach Ablegung seines Amtseides als Ministerpräsident stellt Datuk Musa sein politisches Programm für Sabah vor. Seine Prioritäten legte er auf die Landwirtschaft, den Tourismus und die produzierende Industrie, die er hinsichtlich der Entwicklung der Arbeitsplätze besonders unterstützen und fördern wollte. Dieses Entwicklungsprogramm wird als Halatuju bezeichnet.
Für den ersten Pfeiler seiner Halatuju-Kampagne – den Tourismus – stellte er 1,4 Milliarden Ringgit (damals mehr als 300 Millionen Euro) an Landesmitteln zur Verfügung. Damit wurde der Neubau und die Modernisierung des Flughafenterminals von Kota Kinabalu finanziert, das vorzeitig im Jahr 2008 fertiggestellt wurde. Ein Teil des alten Hafens von Kota Kinabalu samt den dazugehörigen Speicherhäusern aus den frühen 1900er Jahren wurde zum Jesselton Point umgebaut, einem modernen Hafen mit hochwertigem Fährterminal und sonstigen Einrichtungen. Die Tourismusbranche reagierte unmittelbar mit einem spürbaren Wachstum; die Zahl der nach Sabah einreisenden Touristen wuchs von 1,25 Millionen im Jahre 2003 auf nahezu 2,1 Millionen im Jahr 2006. Das Wachstum rechtfertigte eine weitere Kapitalspritze von mehr als 1 Milliarde Ringgit in den Tourismussektor; davon flossen 400 Millionen in kleinere und 700 Millionen Ringgit in größere Projekte.
Für den zweiten Pfeiler des Wirtschaftsprojekts – die Landwirtschaft – ging Sabah neue Wege, indem es landwirtschaftliches und produzierendes Gewerbe durch die Förderung einer Bio-Agrarindustrie verknüpfte. Die Etablierung von industriellen Palmölclustern (Palm Oil Industrial Clusters, POIC) ist ein Beispiel dafür, wie aus den landwirtschaftlichen Produkten ein höherer Wert an den Rohstoffmärkten erzielt werden kann.
Um den dritten Pfeiler – die produzierende Industrie – zu unterstützen, wurden 2006 insgesamt 92 Projekte mit einer Investitionssumme von 4,9 Milliarden Ringgit gefördert.

## Privatleben
Der islamische Politiker ist mit Datin Seri Hajjah Faridah binti Haji Tussin verheiratet. Musa Aman hat drei Söhne und eine Tochter. Er ist der ältere Bruder von Dato' Seri Anifah Aman, dem malaysischen Außenminister.

## Weblink
- Website des Ministerpräsidenten von Sabah

| Personendaten    | Personendaten                                       |
| ---------------- | --------------------------------------------------- |
| NAME             | Aman, Musa                                          |
| ALTERNATIVNAMEN  | Aman, Haji Musa bin Haji                            |
| KURZBESCHREIBUNG | malaysischer Politiker, Ministerpräsident von Sabah |
| GEBURTSDATUM     | 30. März 1951                                       |
| GEBURTSORT       | Beaufort                                            |